# Пливање на Летњим олимпијским играма 1908.
Пливање на Летњим олимпијским играма 1908 одржаним у Лондону одржано је од 113. до 23. јула. Ово је било прво пливачко такмичење у историји олимпијског пливања, које је одржано у базену (1896. Средоземно море, 1900. река Сена, а 1904 у вештачком језеру). Резултати такмичења су оспорени пошто посебно изграђени базен за ове Игре био дугачак 100 метара (данашњи базени су дуги 50 м).
На програму је било шест пливачких дисциплина, све само у мушкој конкуренцији.
Свих шест од 1908 дисциплина су оспорене. У односу на прошли Игре, дисциплине на 50 м, 200 м, 800 м су избачене из програма (50 м и 200 м су на каснијим играма враћене), штафета 4 х 50 метара продужена је на 4 х 200 м, а 400 метара прсно је скраћена на 200 метара.
Учествовало је 100 пливача из 14 земаља. Канада и Финска су учествовале први пут, док су Аустрија, Мађарска и САД учествовале на свим досадашњим Играма.

## Земље учеснице
| - Аустралазија (5) - Аустрија (1) - Белгија (7) - Канада (1) - Данска (5) - Финска (3) - Француска (4) |  | - Немачко царство (5) - Уједињено Краљевство (28) - Мађарска (10) - Италија (4) - Холандија (7) - Шведска (12) - САД (8) |

## Резултати

### Мушкарци
| Дисциплине         |                                                                                      | Резултат   |                                                             | Резултат |                                                      | Резултат |
| 100 м слободно     | Чарлс Данијелс САД                                                                   | 1:05,6 СР  | Золтан Халмаи Мађарска                                      | 1:06,2   | Харалд Јулин · Шведска                               | 1:08,0   |
| 400 м слободно     | Хенри Тејлор · Уједињено Краљевство                                                  | 5:36,8 ОР  | Frank Beaurepaire · Аустралазија                            | 5:44,2   | Ото Шеф Аустрија                                     | 5:46,0   |
| 1.500 м слободно   | Хенри Тејлор · Уједињено Краљевство                                                  | 22:48,4 СР | Томас Батерсби · Уједињено Краљевство                       | 22:51,2  | Frank Beaurepaire · Аустралазија                     | 22:56,2  |
| 100 м леђно        | Арно Биберштајн Немачко царство                                                      | 1:24,6     | Лудвиг Дам · Данска                                         | 1:26,6   | Herbert Haresnape · Уједињено Краљевство             | 1:27,0   |
| 200 м прсно        | Фредерик Холман · Уједињено Краљевство                                               | 10:55,6 СР | Вилијам Робинсон · Уједињено Краљевство                     | 3:12,8   | Понтус Хансон · Шведска                              | 3:14,6   |
| 4 х 200 м слободно | Уједињено Краљевство · Џон Дербишир · Пол Радмиловић · Вилијам Фостер · Хенри Тејлор | 10:55,6 СР | Мађарска Јожеф Мунк Имре Захар Бела лас Тореш Золтан Халмаи | 10:59,0  | САД Harry Hebner Лео Гудвин Чарлс Данијелс Лесли Рич | 11:02,8  |

### Биланс медаља, укупно
|   | Држава               |   |   |   |    |
| - | -------------------- | - | - | - | -- |
| 1 | Уједињено Краљевство | 4 | 2 | 1 | 7  |
| 2 | САД                  | 1 | 0 | 1 | 2  |
| 3 | Немачко царство      | 1 | 0 | 0 | 1  |
| 4 | Мађарска             | 0 | 2 | 0 | 2  |
| 5 | Аустралазија         | 0 | 1 | 1 | 2  |
| 6 | Данска               | 0 | 1 | 0 | 1  |
| 7 | Шведска              | 0 | 0 | 2 | 2  |
| 8 | Аустрија             | 0 | 0 | 1 | 1  |
|   | Укупно               | 6 | 6 | 6 | 18 |

## Занимљивости (статистика)
- Дисциплина — 6
- Учесника — 100 (32 муш. 0 жена)
- Земље учеснице — 14
- Најмлађи учесник — Еден Толди, 15 год и 28 дана, Мађарска
- Најстарији учесник — Бартоломеус Роденбурх, 42 год и 17 дана, Холандија
- Највише златних медаља, појединачно — 3 Хенри Тејлор, Уједињено Краљевство
- Највише златних медаља, екипно — 4 Уједињено Краљевство
- Највише медаља укупно, појединачно — 3 Хенри Тејлор, Уједињено Краљевство
- Највише медаља укупно, екипно — 7 Уједињено Краљевство